# Graierbach
Der Graierbach (auch Greierbach) ist ein Bach in Mittelkärnten. Er entspringt westlich knapp unterhalb des Kamms der Saualpe in der Gemeinde Klein Sankt Paul auf einer Höhe von 1990 m. Der Bach durchfließt dünn besiedeltes Gebiet, der namengebende Graierhof ist längst abgekommen. Erst beim Austritt in das Görtschitztal streift der Bach den südwestlichen Rand der Streusiedlung Oberwietingberg, fließt dann durch das Zentrum der Ortschaft Wieting und mündet westlich der Propstei in die Görtschitz.